# بيراينو
بيراينو (بالإيطالية: Piraino)‏ هي بلدية في مقاطعة ميسينا في صقلية الإيطالية.

## السكان
في سنة 1861 بلغ عدد السكان 3٬314 نسمة، وتطور العدد ليصل في سنة 2011 لـ 3٬964 نسمة.
يظهر هذا المخطط البياني تطور النمو السكاني لـ بيراينو